# Hans Frauenlob
Johann „Hans“ Frauenlob (* 22. November 1960 in Barrie, Kanada) ist ein neuseeländischer Curler.
Frauenlob nahm bisher an neun Pazifikmeisterschaften teil und hat diese in den Jahren 1998, 2000, 2003 und 2004 gewonnen. 
An den Weltmeisterschaften von 1999, 2001, 2004 und 2005 nahm Frauenlob teil, ging aber leer aus.
2006 nahm Frauenlob an den Olympischen Winterspielen in Turin teil. Die Mannschaft belegte den zehnten Platz.